# Gdzieś w czasie
Gdzieś w czasie – amerykański melodramat z 1980 roku na podstawie powieści Richarda Mathesona Bid Time Return.

## Główne role
- Christopher Reeve - Richard Collier
- Jane Seymour - Elise McKenna
- Christopher Plummer - William Fawcett Robinson
- Teresa Wright - Laura Roberts
- Bill Erwin - Arthur Biehl
- George Voskovec - dr Gerald Finney
- Susan French - Elise (starsza)
- John Alvin - ojciec Arthura
- Eddra Gale - Genevieve

## Nagrody i nominacje
Oscary za rok 1980
- Najlepsze kostiumy - Jean-Pierre Dorléac (nominacja)

Złote Globy 1980
- Najlepsza muzyka - John Barry (nominacja)

Nagrody Saturn 1980
- Najlepszy film fantasy
- Najlepsze kostiumy - Jean-Pierre Dorléac
- Najlepsza muzyka - John Barry
- Najlepszy aktor - Christopher Reeve (nominacja)
- Najlepsza aktorka - Jane Seymour (nominacja)